# Uribarri Dibiña
Uribarri Dibiña/Ullíbarri-Viña és un poble i concejo pertanyent al municipi de Vitòria. Tenia 38 habitants en (2007). Forma part de la Zona Rural Nord-oest de Vitòria. Es troba a uns 549 msnm. Durant l'edat mitjana formà part del del districte de Divina, i està documentat com a Hurivari a la Reixa de San Millán. Després formà part del municipi de Foronda fins que el 1975 fou incorporat a Vitòria.

## Demografia
| 2000 | 2001 | 2002 | 2003 | 2004 | 2005 | 2006 | 2007 |
| ---- | ---- | ---- | ---- | ---- | ---- | ---- | ---- |
| 29   | 33   | 37   | 35   | 31   | 38   | 38   | 38   |